# Gara Romiley
Gara Romiley deservește Romiley, din Burgul Metropolitan Stockport, Greater Manchester, Anglia.

## Istorie
Gara a fost construită de Manchester, Sheffield and Lincolnshire Railway în timpul expansiunii către New Mills și a fost deschisă în 1862 cu legătură spre Manchester London Road.
O a doua rută, linia Macclesfield, Bollington and Marple spre Macclesfield, a fost deschisă în 1869, oferind legături spre Macclesfield și Stoke-on-Trent. Această ramură se unea cu linia mai veche la Marple Wharf Junction.

## Facilități
Construită deasupra nivelului străzii, gara are peroanele peste drumul B6104. La interior, are o scară în spirală, care avea drept acoperiș un dom de sticlă. Automatele de bilete și birourile se află la primul etaj, cu pasaj și scări spre peroane (de asemenea, sunt disponibile rampe pentru utilizatorii de scaune cu rotile). Trenurile sosesc atât din Marple pe linia Sheffield, cât și din Marple Rose Hill.